# Audrey Patterson
Audrey Patterson-Tyler, dite Mickey Patterson (née le 27 septembre 1926 à La Nouvelle-Orléans et morte le 23 août 1996 à San Diego), est une athlète américaine spécialiste du sprint. Elle est la première femme afro-américaine à avoir remporté une médaille olympique.

## Biographie
En 1948, Mickey Patterson participe aux Sélections olympiques américaines et se qualifie aussi bien sur 100 mètres que sur 200 mètres. Aux Jeux olympiques, elle est éliminée en séries du 100 m, mais sur 200 m elle remporte sa série, puis termine 2e de sa demi-finale, derrière la Néerlandaise Fanny Blankers-Koen. En finale elle obtient la médaille de bronze, et devient ainsi la première femme afro-américaine à remporter une médaille olympique, un jour avant qu'Alice Coachman ne remporte le titre olympique au saut en hauteur,.
Cependant, en 1975, un réexamen de la photo-finish montre qu'en réalité c'est l'Australienne Shirley Strickland qui aurait dû prendre la 3e place, et Patterson la 4e.
Elle occupe ultérieurement des fonctions administratives dans l'athlétisme américain, et en 1965 elle fonde le club des Mickey's Missiles (les missiles de Mickey), lequel forme entre autres les olympiens Jackie Thompson et Dennis Mitchell.
Licenciée aux Tigers de l'université d'État du Tennessee, elle mesurait 1,70 m pour 51 kg.

### Palmarès
| Date | Compétition           | Lieu    | Résultat | Performance |
| ---- | --------------------- | ------- | -------- | ----------- |
| 1948 | Jeux olympiques d'été | Londres | 3e       | 25 s 2      |

### Records
| Épreuve    | Performance | Lieu     | Date |
| ---------- | ----------- | -------- | ---- |
| 100 mètres | 12 s 1      | Colombes | 1948 |
| 200 mètres | 25 s 0      | Londres  | 1948 |